# Fênix
Fênix ist ein Munizip im Staat Paraná am Ivaí. Es hat 4.492 Einwohner (2022), die sich Fenexenser nennen. Seine Fläche beträgt 234 km². Es liegt 363 Meter über dem Meeresspiegel. 

## Etymologie
Als Namensgeber für das Munizip wurde der Phönix gewählt. Wie der mythische Vogel, der am Ende seines Lebenszyklus stirbt und aus seiner Asche wieder neu ersteht. Der Name steht für die Geschichte der Völker, die dieses Gebiet in der Vergangenheit bewohnten.

## Geschichte

### Provinz Guayrá
Im Vertrag von Tordesillas, der 1494 zwischen Portugal und Spanien unterzeichnet wurde, wurde das heutige Gebiet von Paraná westlich von Paranaguá als spanisch eingestuft. Dieses Gebiet, Província del Guayrá genannt, war überwiegend von indigenen Guarani-Gruppen besiedelt.
Die Kolonisierung der Provinz Guayrá durch die Spanier begann im Jahr 1554 mit der Gründung des ersten spanischen Dorfes Guayrá: Ontiveiros, an den Ufern des Paraná. 1556 oder 1557 wurde eine zweite Gemeinde gegründet, Ciudad Real del Guayrá, die an der Mündung des Piquiri liegt. Die wenigen verbliebenen Einwohner von Ontiveiros wurden dorthin umgesiedelt und die Stadt verschwand.
Im Februar 1570 gründete Kapitän Rui Dias de Melgarejo östlich von Ciudad Real eine weitere Gemeinde auf dem Gebiet des heutigen Munizips Nova Cantu. Er vermutete hier Goldminen. Das einzige Metall war jedoch Eisen, das in der Umgebung abgebaut wurde.
Im Jahr 1598 beschloss Ruy Díaz de Guzmán als Stellvertreter des Gouverneurs von Neu-Andalusien die Verlegung dieser Stadt in die Nähe der Mündung des Corumbataí in den Ivaí, wo sich heute die Stadt Fênix befindet. Diese Verlegung wurde von den Bewohnern als schlecht empfunden, denn am Ort der ersten Gründung gab es eine Fülle natürlicher Ressourcen und eine größere Anzahl von Indianern, die im Rahmen des Encomienda-Systems arbeiteten. Die städtische Fläche der zweiten Gründung betrug etwa 30 ha, und um sie herum gab es viele Bauernhöfe für den Subsistenzanbau.
Die wichtigste Wirtschaftstätigkeit in der Region war die Gewinnung von Mateblättern, für die im Rahmen des Encomienda-Systems einheimische Arbeitskräfte eingesetzt wurden. Im Rahmen des Encomienda-Systems wurde eine Gruppe von Indianern vom König einem Siedler und seinen Nachkommen für einen Zeitraum von zwei oder drei Generationen anvertraut. Sie sollten den der Krone zustehenden Tribut erarbeiten. Im Gegenzug sollte der Siedler sie schützen und in den Geboten des katholischen Glaubens unterrichten. Am Ende dieses Zeitraums wurden die Indianer frei.
Die von den Spaniern eingesetzten Indianer wurden in den so genannten Pueblos gesammelt, die sich an den Ufern der Flüsse Ivaí, Corumbataí, Piquiri und Tibagi in der gesamten Provinz Guayrá befanden.
Der spanische Staat hatte eine enge Verbindung zur Kirche. So ist es verständlich, dass der Gouverneur von Paraguay, Hernandarias, 1607 darauf bestand, die im Verhältnis zur Zahl der Spanier zahlreichen Eingeborenenstämme von Guayrá zu bekehren, da auf diese Weise die Beherrschung der Region leichter zu erreichen sei. Zu diesem Zeitpunkt gab es in Ciudad Real und Vila Rica do Espírito Santo 30 bzw. 100 spanische Siedler, und um sie herum lebten etwa 150.000 Indianer.
So beschloss die Gesellschaft Jesu, ermutigt durch die spanische Krone, in Guayrá einige indianische Reduktionen zu gründen, so dass Vila Rica von 1610 bis zu seiner Zerstörung durch die Bandeirantes im Jahr 1632 in seiner Nähe mehrere Reduktionen hatte, in denen Jesuitenpriester versuchten, die indigenen Gruppen der Gegend zu katechisieren. Obwohl die Jesuitenpriester bereits vor der Errichtung dieser Reduktionen in Guayrá unterwegs waren und sogar eine Kirche, ein Haus und Land im Stadtgebiet der zweiten Gründung von Vila Rica besaßen, ist es wichtig zu wissen, dass Vila Rica del Espiritu Santo selbst keine Reduktion, sondern eine spanische Kolonialstadt war.
Ab 1585 fielen Bandeirantes von São Paulo immer wieder in die Provinz Guayrá ein, um Indianer zu fangen. Im Jahr 1632 wurde Vila Rica drei Monate lang belagert, woraufhin die meisten Einwohner an das westliche Ufer des Paraná umsiedelten, einige Vilaricaner bevorzugten einen Umzug nach São Paulo. Mit der Nachricht von der Belagerung Vila Ricas verließen die Einwohner von Ciudad Real die Stadt und überließen die Provinz Guayrá der Macht der Bandeirantes, die sie jedoch nicht besiedelten.

### Expedition von Francisco Lopes da Silva 1770
Die nächste Nachricht über Vila Rica stammt aus dem Jahr 1770. Der Gouverneur des Kapitanats São Paulo, Luís António de Sousa Botelho Mourão, schickte eine Expedition unter dem Kommando von Francisco Lopes da Silva nach Paraná. Dieser stellte fest, dass es unmöglich war, dort Kolonisten anzusiedeln. Nach diesem Versuch kam es erst ab Mitte des zwanzigsten Jahrhunderts zur tatsächlichen Ansiedlung von Siedlern und zur Gründung von Städten in dieser Gegend.

### Expedition von General Muricy 1896
Im Jahr 1896 unternahm General José Cândido da Silva Muricy zusammen mit mehreren wichtigen Persönlichkeiten aus dem politischen Umfeld von Paraná eine Expedition nach Vila Rica. Er glaubte, es handele sich um eine jesuitische Reduktion voller fantastischer Schätze. Die Gruppe verließ Curitiba und war enttäuscht, nur Ruinen aus Lehm vorzufinden. Trotz der großen Anzahl von Grabungen wurden nur Keramikfragmente und Eisenschlacke gefunden.

### Unterschutzstellung 1948

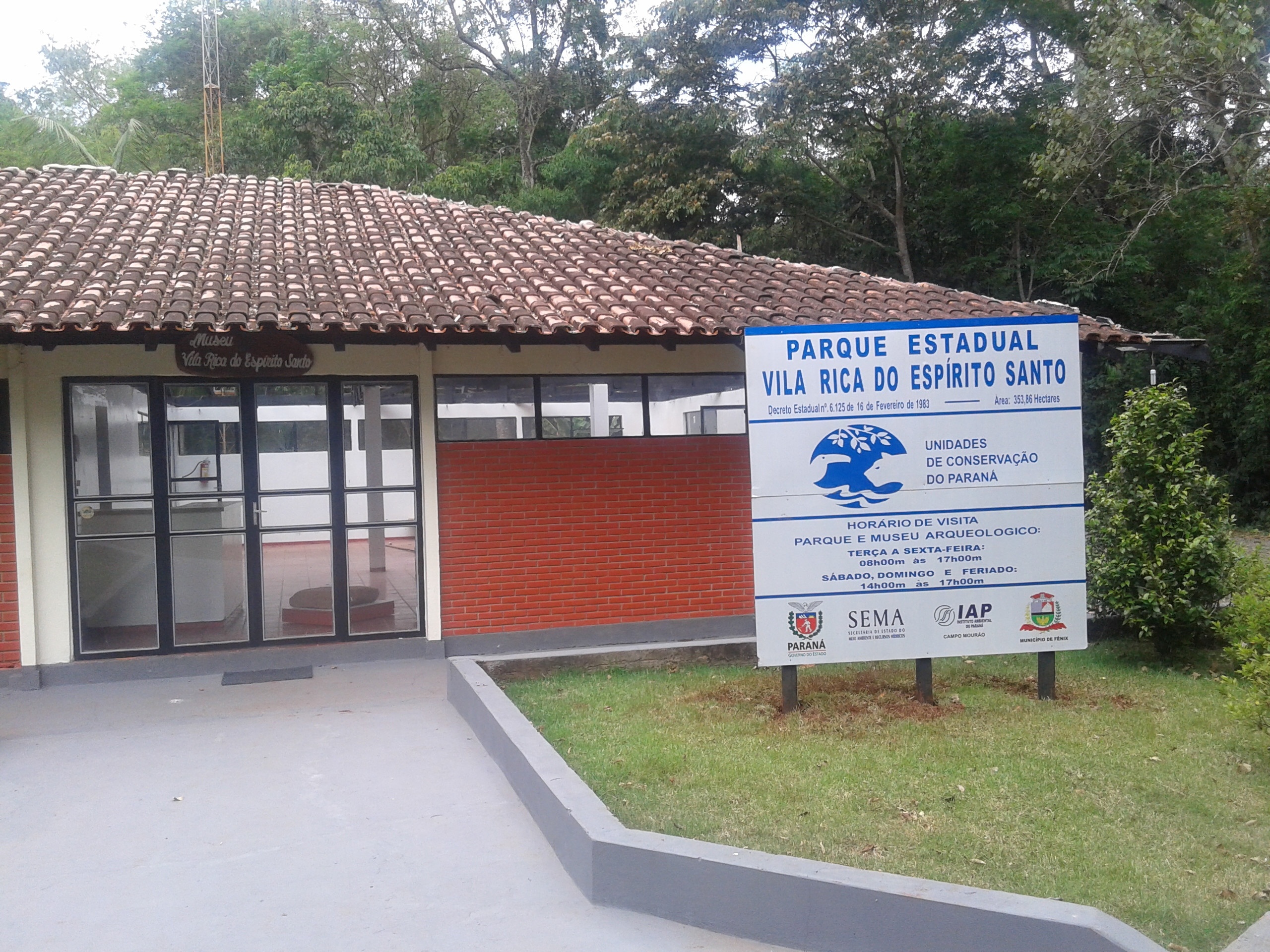
Parque Estadual de Vila Rica

1948 erließ der Gouverneur Moisés Lupion das Gesetz Nr. 33, das zehn Gebiete unter Schutz stellte, die als Überreste der "jesuitischen Reduktionen" galten, und als Mindestfläche 121 Hektar brachliegendes Land vorsah. Diese Gebiete umfassten neben Vila Rica unter anderem die Reduktionen São Tomé, Arcângelo, Santo Antonio, Jesus Maria und Guaíra. Von diesen zehn Gebieten waren zwei die Ruinen spanischer Kolonialstädte aus dem 16. Jahrhundert: Vila Rica und Guaíra. Das einzige der 10 Gebiete, das heute in einem Staatspark liegt, ist Vila Rica. Heutzutage erkennt zumindest ein Teil der Bevölkerung von Fênix und sogar der benachbarten Gegenden an, dass die Ruinen von Vila Rica ein kollektives Erbe darstellen, und sie sehen Verbindungen zur Vergangenheit.

### Neubesiedlung ab Mitte des 20. Jahrhunderts
Im Jahr 1942 gab es in der Gegend von Fênix bereits einige Sitios und Fazenden, die Kaffee und Minze anbauten.
Der Ingenieur Joaquim Vicente de Castro erhielt vom Staat Paraná als Bezahlung für den Bau einer Eisenbahnstrecke Land am Südufer des Ivaí. Er entwickelte 1949 ein Projekt zur Kolonisierung und Gründung einer Stadt, die er Fênix nannte. Die gute Lage in Verbindung mit der Qualität der Böden begünstigte eine rasche Entwicklung.
Der Ort wurde mit dem Staatsgesetz Nr. 4245 vom 25. Juli 1960 aus dem Munizip Campo Mourão ausgegliedert und selbst zum Munizip erhoben.

## Geografie

### Fläche und Lage
Das Munizip hat eine Fläche von 234 km². Es liegt auf dem Breitengrad 23°54'57" Süd und dem Längengrad 51°58'44" West. Seine Meereshöhe beträgt 365 Meter.

### Gewässer
- Rio Arurão mit seinem Nebenfluss Rio do Bugre: fließt nach Nordosten zum Ivaí
- Rio Ivai: begrenzt das Munizip im Norden
- Rio Corumbataí: fließt nach Norden zum Ivaí, begrenzt das Munizip im Osten

### Straßen
Fênix liegt an der PR-082 zwischen Engenheiro Beltrão und Jardim Alegre.

### Nachbarmunizipien
| Quinta do Sol | Itambé                                      | São Pedro do Ivaí |
| Peabiru       | Kompassrose, die auf Nachbargemeinden zeigt |                   |
|               | Barbosa Ferraz                              | São João do Ivaí  |

## Tourismus
In Fênix befindet sich der Staatspark von Vila Rica do Espírito Santo. In ihm liegen die Ruinen von Vila Rica, die 1948 unter Denkmalschutz gestellt wurden, sowie ein Museum, das vom Museum Paranaense verwaltet wird.

## Kommunalverwaltung
- Bürgermeister (Prefeito Municipal): Altair Molina Serrano (2017–2024)
- Stellvertretender Bürgermeister: Emerson Luis Baía (2017–2024)[2]

## Bevölkerung
Volkszählungsdaten – 2010:
- Gesamt: 4802

Index der menschlichen Entwicklung (IDH) für 2010:
- 0,716